# Émile Amann
Émile Amann (Mousson, 4 giugno 1880 – Parigi, 10 gennaio 1948) è stato uno storico delle religioni francese.
Insegnò Storia della Chiesa a Strasburgo dal 1919 al 1938; fu grande studioso dei vangeli apocrifi e direttore del Dictionnaire de Théologie catholique dal 1922 alla morte.